# 南諾福克區
南諾福克區（英語：South Norfolk District），英國英格蘭東部區域諾福克郡的一個非都市區（地方第二級區政府），區理事會所在地位於隆斯特拉。
南諾福克區成立於1974年4月1日，根據1972年地方政府法，合併迪斯鎮區、洛登鄉村區等地區構成。目前南諾福克區下轄119個民政教區。